# 瓦達河
50°27′57″N 22°33′13″E / 50.46583°N 22.55361°E

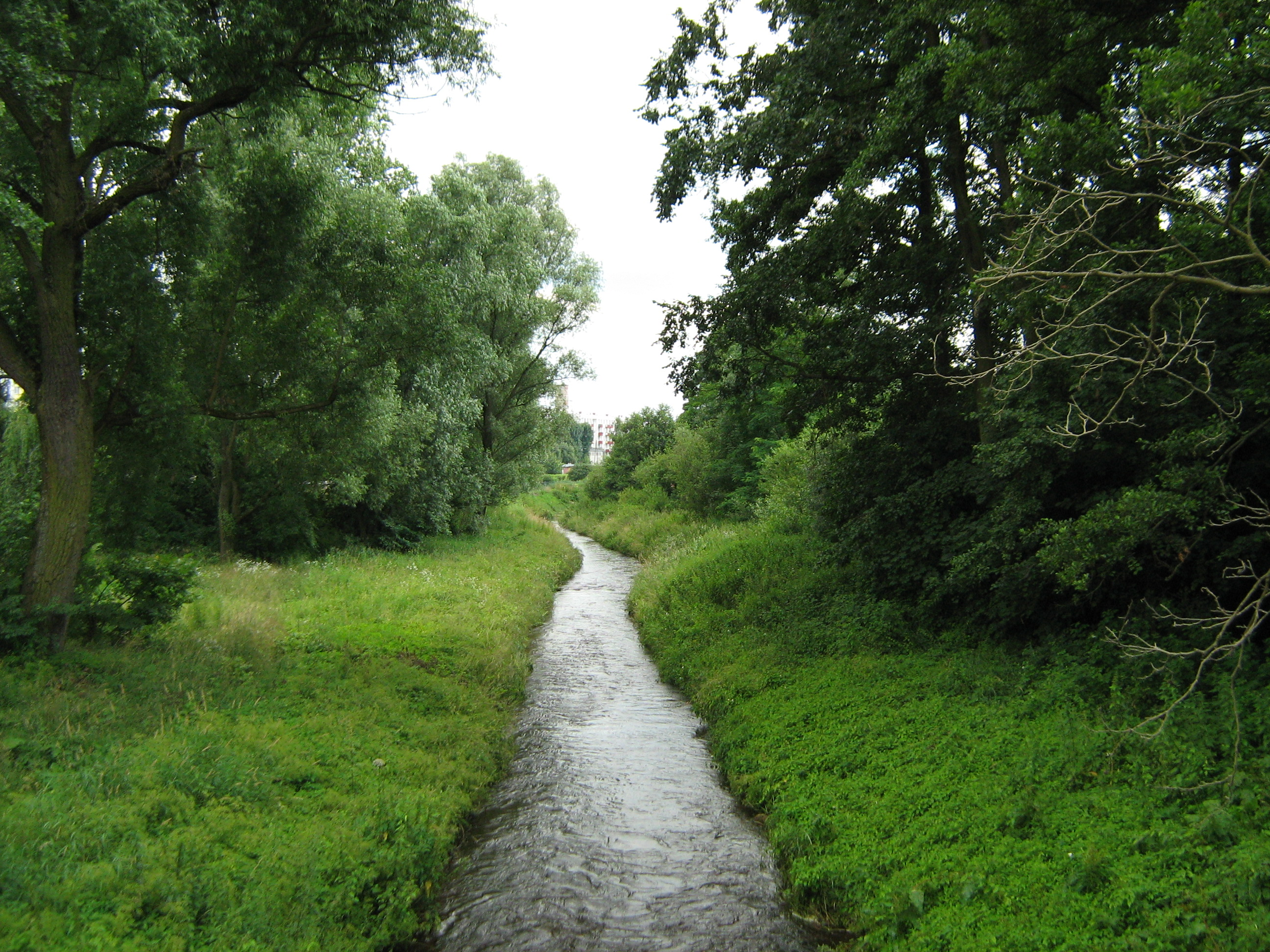

瓦達河是波蘭的河流，位於該國東南部，流經盧布林省和喀爾巴阡山省，屬於塔內夫河的右支流，河道全長57公里，流域面積507平方公里。